# SWEDD
Le projet pour l’autonomisation des femmes et le dividende démographique au Sahel, également connu sous son acronyme en anglais, SWEDD (Sahel Women's Empowerment and Demographics), est un projet lancé en novembre 2015 à la demande de sept pays de la région du Sahel. Son objectif est de promouvoir l'autonomisation des femmes et des adolescentes, ainsi que d'améliorer leur accès à des services de santé reproductive, maternelle et infantile de qualité.

## Objectifs
Le projet SWEDD a pour objectif général d'améliorer l'autonomisation des femmes et des adolescentes, ainsi que leur accès à des services de santé reproductive, infantile et maternelle de qualité. Il vise également à renforcer la production et le partage des connaissances au niveau régional, ainsi que la capacité et la coordination régionale,,,,,,,,,,,,,,,,.
De manière spécifique, les objectifs du projet sont les suivants:
Favoriser l'accès universel aux informations et aux services de santé sexuelle et reproductive en augmentant la demande pour les produits et services de santé sexuelle et reproductive, maternelle, néonatale, infantile et nutritionnelle. Cela implique de promouvoir le changement social et comportemental, ainsi que l'autonomisation des femmes et des adolescentes.
Assurer une couverture nationale des services en renforçant les capacités nationales pour mettre à disposition des produits et des professionnels qualifiés dans le domaine de la santé reproductive, infantile et maternelle.
Favoriser l'engagement politique, ainsi que le développement des politiques et des investissements liés au dividende démographique. Cela repose sur une culture de démonstration et de partage des résultats.
Le projet SWEDD vise donc à améliorer la santé et le bien-être des femmes et des adolescentes, ainsi qu'à promouvoir le développement durable dans la région.
Le projet SWEDD vise à autonomiser les femmes et les adolescentes des pays membres en leur offrant un accès de qualité aux services de santé reproductive, maternelle et infantile. Ces femmes et adolescentes sont les bénéficiaires principales de ce projet, qui vise à promouvoir leur émancipation.

## Mise en œuvre en deux étapes
La mise en œuvre du projet SWEED s'effectue en deux  phases:
La première étape montre l'importance des investissements dans l'autonomisation des femmes et le développement du capital humain en tant que stratégie de croissance pour le développement,,.
La deuxième phase du projet SWEDD est approuvée par le conseil des administrateurs de la Banque mondiale en mai 2020, bénéficiant d'un financement supplémentaire de 376 millions de dollars, soit l'équivalent de 188 milliards de Francs CFA. Cette phase vise à intensifier les activités en cours dans les pays membres tels que le Niger, le Burkina Faso, le Tchad, la Côte d'Ivoire, le Mali, le Bénin et la Mauritanie, tout en les étendant à deux nouveaux pays, le Cameroun et la Guinée,,,,,.
L'objectif principal est de renforcer le capital humain en Afrique et d'améliorer les résultats de la région en matière de développement humain.

## Financement
Le projet SWEDD bénéficie du soutien financier de la Banque mondiale, de l'appui technique du Fonds des Nations unies pour la population (UNFPA) et de l'Organisation Ouest-Africaine pour la Santé (OOAS). Son ambition globale est d'accélérer la transition démographique, de générer le dividende démographique et de réduire les inégalités de genre dans la région du Sahel,,,,,,,,,,,,,,,,,,,,.

## Pays membres
À son démarrage, le projet SWEDD comprend sept pays d'Afrique de l'Ouest et du Centre, à savoir le Bénin, le Burkina Faso, la Côte d'Ivoire, le Mali, la Mauritanie, le Niger et le Tchad,,. En 2020, la Guinée et le Cameroun rejoignent le projet SWEDD,.